# ФК „Спарта“ (София)
ФК „Спарта“ (София) е български футболен аматьорски клуб от град София. През сезон 2021/22 се състезава в ОФГ София (столица) - южна подгрупа.

## История
Клубът е създаден през 2018 година от Иван Адамов и Мартин Найденов.
Президент на клуба е Мартин Найденов, а треньор е Иван Адамов. 
Домакинските си срещи играят на стадион Барокко. Клубът всяка година от 2018 печели Купата за феърплей. Има 2 участия в предсезонния турнир Витоша къп.

## Сезони
| Сезон   | Група                   | Място  |
| ------- | ----------------------- | ------ |
| 2018/19 | ОФГ София (Столица)- юг | 12/12  |
| 2019/20 | ОФГ София (Столица)- юг | 13/14* |
| 2020/21 | ОФГ София (Столица)- юг | 12/12  |
| 2021/22 | ОФГ София (Столица)- юг | 14/14  |

(*) Сезонът не завършва